# 6904 McGill
A 6904 McGill (ideiglenes jelöléssel 1990 QW1) a Naprendszer kisbolygóövében található aszteroida. Henry E. Holt fedezte fel 1990. augusztus 22-én.